# Manfred Schleker
Manfred Schleker (* 5. Mai 1937 in Hayingen/Schwäbische Alb; † 26. Oktober 2015) war ein deutscher Soziologe.
Schleker wurde 1982 an der Universität Stuttgart mit einer Arbeit „Zum zivil-militärischen Verhältnis in der Bundesrepublik Deutschland“ im Fach Soziologie promoviert. Danach war er als Offizier der Bundeswehr, zuletzt als Oberst im Generalstabsdienst tätig. Er war auch im Diplomatischen Dienst aktiv. Von 1986 bis 1989 war er Leiter der Theodor-Heuss-Akademie der Friedrich-Naumann-Stiftung in Gummersbach. Er wirkte außerdem als Hochschullehrer an der Universität Bonn und als freier Studienleiter.

## Schriften (Auswahl)
- Zum zivil-militärischen Verhältnis in der Bundesrepublik Deutschland, ein Beitrag zur Politischen Kultur. Diss. Stuttgart 1982.
- Ernstfall Friede. Sicherheitspolitik und Funktion der Bundeswehr in der Diskussion. Ein Beitrag zur Erforschung der politischen Kultur, Nomos, Baden-Baden 1984.
- Fanatismus ist nicht hilfreich, 1984.
- Unbewältigte Vergangenheit? 1986.
- Widerstand, Protest, ziviler Ungehorsam. Seminar der Theodor-Heuss-Akadrmir vom 14.–16. November 1986, Comdok, Sankt Augustin 1988.
- Die Suche nach Wegen zum Frieden. Vom Doppelbeschluss der NATO (12.12.1979) zur „Doppel-Null-Lösung“ (INF-Vertrag vom 8.12.1987), Comdok, Sankt Augustin 1989.
- Einmischungen. Israel, der Nahe Osten und die Deutschen, Hirzel, Stuttgart 1990.
- „Lebens-Wert“? Tödlicher Zeitgeist, 1997.
- Es ist doch ganz normal, verschieden zu sein, 1997.
- Konfliktpotentiale initiativer Menschen, 2000.
- Öffentliche Buße ohne Reue, 2000.
- Die Verführung durch das Machbare. Ambivalenz und ethische Aspekte des Fortschritts, 2001.
- „Euthanasie“ im NS-Staat und aktuelle Debatte, 2005.
- Tödlicher Zeitgeist – „Gnadentod“, 2007.
- Wohin weiter? Hess, Bad Schussenried 2012.
- Werde, der du bist, Hess, Bad Schussenried 2014.